# Alexandre Leduc
Alexandre Leduc, né le 15 août 1984 à Longueuil, est un syndicaliste et homme politique québécois. 
Membre de Québec solidaire depuis sa fondation en 2006, il est élu, sous cette bannière, député dans la circonscription de Hochelaga-Maisonneuve lors des élections provinciales de 2018.

## Biographie
Issu d'une famille ouvrière, Alexandre Leduc étudie l'histoire à l'UQAM où il est très impliqué dans le mouvement étudiant, notamment comme président fondateur du Conseil québécois des syndicats universitaires. Il soutient un mémoire de maîtrise sur le syndicalisme étudiant québécois dans le cadre de la Révolution tranquille. Lors de ses études il reçoit plusieurs prix et bourses d'implications, notamment la Bourse Stanley Bréhaut-Ryerson et le Prix de la Fondation Jean-Charles-Bonenfant de l'Assemblée nationale du Québec.
Après divers petits emplois de guide de musée ou d'enseignement, il entre comme historien consultant à l'Alliance de la Fonction publique du Canada, dont il devient conseiller syndical permanent à la Fédération des travailleurs et travailleuses du Québec (FTQ).

## Engagement politique
Déjà engagé dans le mouvement étudiant, il est membre de Québec solidaire depuis la fondation du parti en 2006.
Candidat pour la première fois pour le parti dans Hochelaga-Maisonneuve, où il réside, lors des élections générales de 2012, il termine deuxième, devancé de plus de 6 000 voix par la péquiste Carole Poirier.
En janvier 2013, à la suite du départ d'Amir Khadir de ses fonctions internes, il se porte candidat au poste de co-porte-parole masculin et président de Québec solidaire. Il y affronte David Fortin Côté, Yvan Zanetti et Andrés Fontecilla. C'est ce dernier qui remporte l'élection et devient co-porte-parole et président lors du 9e congrès de Québec solidaire, le 5 mai 2013.
Il est le délégué de Québec solidaire au référendum écossais de 2014 et aux élections référendaires catalanes de 2015.
De nouveau désigné candidat dans Hochelaga-Maisonneuve à l'occasion des élections générales de 2014, il réduit cette fois l'écart avec la députée sortante à 1 112 voix, ce qui fait dire aux observateurs que la circonscription sera un des plus probables gains futurs pour le parti de gauche indépendantiste.
Cette prédiction se confirme lors des élections générales de 2018, Alexandre Leduc devenant député d'Hochelaga-Maisonneuve avec plus de 7 000 voix d'avance sur la députée sortante alors que le parti voit son caucus passer de trois à dix députés. Il se voit confier les dossiers du Travail et de la Justice au sein de son caucus.
Il est réélu lors des élections du 3 octobre 2022 avec plus de 8 000 voix d'avance sur la candidate caquiste. Le 13 octobre suivant, lors d'une réunion du caucus des députés de Québec solidaire, il est choisi pour assumer le poste de leader parlementaire de la formation.

## Vie privée
Il est le père d'une fille, née quelques mois avant la campagne ayant mené à son élection comme député en 2018.
Il annonce en 2023 former un nouveau couple avec Christine Labrie (une de ses collègues députées) après que celle-ci ait annoncé avoir quitté son ancien conjoint.

## Résultats électoraux
|                                                                                               | Nom                        | Parti              | Nombre de voix | %      | Maj.  |
| --------------------------------------------------------------------------------------------- | -------------------------- | ------------------ | -------------- | ------ | ----- |
|                                                                                               | Alexandre Leduc (sortante) | Québec solidaire   | 12 784         | 50,8 % | 8 056 |
|                                                                                               | Rebecca McCann             | Coalition avenir   | 4 728          | 18,8 % | -     |
|                                                                                               | Stephan Fogaing            | Parti québécois    | 4 015          | 16 %   | -     |
|                                                                                               | Line Flore Tchetmi         | Libéral            | 1 957          | 7,8 %  | -     |
|                                                                                               | Louise Poudrier            | Conservateur       | 1 161          | 4,6 %  | -     |
|                                                                                               | Wejden Chouchene           | Vert               | 337            | 1,3 %  | -     |
|                                                                                               | James Strayer              | Climat Québec      | 84             | 0,3 %  | -     |
|                                                                                               | Christine Dandenault       | Marxiste-léniniste | 78             | 0,3 %  | -     |
| Total                                                                                         | Total                      | Total              | 25 144         | 100 %  |       |
| Le taux de participation lors de l'élection était de 62,6 % et 319 bulletins ont été rejetés. |                            |                    |                |        |       |

|                                                                                               | Nom                       | Parti               | Nombre de voix | %      | Maj.  |
| --------------------------------------------------------------------------------------------- | ------------------------- | ------------------- | -------------- | ------ | ----- |
|                                                                                               | Alexandre Leduc           | Québec solidaire    | 13 389         | 50 %   | 7 079 |
|                                                                                               | Carole Poirier (sortante) | Parti québécois     | 6 310          | 23,6 % | -     |
|                                                                                               | Sarah Beaumier            | Coalition avenir    | 3 447          | 12,9 % | -     |
|                                                                                               | Julien Provencher-Proulx  | Libéral             | 2 766          | 10,3 % | -     |
|                                                                                               | Eric-Abel Baland          | NPD Québec          | 337            | 1,3 %  | -     |
|                                                                                               | Etienne Mallette          | Bloc pot            | 170            | 0,6 %  | -     |
|                                                                                               | Mathieu Beaudoin          | Conservateur        | 164            | 0,6 %  | -     |
|                                                                                               | Gabriel Boily             | Citoyens au pouvoir | 117            | 0,4 %  | -     |
|                                                                                               | Christine Dandenault      | Marxiste-léniniste  | 52             | 0,2 %  | -     |
| Total                                                                                         | Total                     | Total               | 26 752         | 100 %  |       |
| Le taux de participation lors de l'élection était de 63,4 % et 467 bulletins ont été rejetés. |                           |                     |                |        |       |

|                                                                                               | Nom                       | Parti              | Nombre de voix | %      | Maj.  |
| --------------------------------------------------------------------------------------------- | ------------------------- | ------------------ | -------------- | ------ | ----- |
|                                                                                               | Carole Poirier (sortante) | Parti québécois    | 9 038          | 34,9 % | 1 112 |
|                                                                                               | Alexandre Leduc           | Québec solidaire   | 7 926          | 30,6 % | -     |
|                                                                                               | David Provencher          | Libéral            | 4 675          | 18 %   | -     |
|                                                                                               | Brendan Walsh             | Coalition avenir   | 3 097          | 11,9 % | -     |
|                                                                                               | Malcolm Lewis-Richmond    | Vert               | 352            | 1,4 %  | -     |
|                                                                                               | Simon Marchand            | Option nationale   | 316            | 1,2 %  | -     |
|                                                                                               | Justin Canning            | Parti nul          | 278            | 1,1 %  | -     |
|                                                                                               | Étienne Mallette          | Bloc pot           | 182            | 0,7 %  | -     |
|                                                                                               | Christine Dandenault      | Marxiste-léniniste | 61             | 0,2 %  | -     |
| Total                                                                                         | Total                     | Total              | 25 925         | 100 %  |       |
| Le taux de participation lors de l'élection était de 63,7 % et 447 bulletins ont été rejetés. |                           |                    |                |        |       |

|                                                                                               | Nom                       | Parti                        | Nombre de voix | %      | Maj.  |
| --------------------------------------------------------------------------------------------- | ------------------------- | ---------------------------- | -------------- | ------ | ----- |
|                                                                                               | Carole Poirier (sortante) | Parti québécois              | 12 754         | 45,1 % | 6 053 |
|                                                                                               | Alexandre Leduc           | Québec solidaire             | 6 701          | 23,7 % | -     |
|                                                                                               | David Monette             | Coalition avenir             | 3 564          | 12,6 % | -     |
|                                                                                               | Alexandre Farley          | Libéral                      | 3 262          | 11,5 % | -     |
|                                                                                               | André Lamy                | Option nationale             | 1 116          | 3,9 %  | -     |
|                                                                                               | Nicholas Kulak            | Vert                         | 453            | 1,6 %  | -     |
|                                                                                               | Denis Poulin              | Parti nul                    | 162            | 0,6 %  | -     |
|                                                                                               | Jean-François Jetté       | Coalition constituante       | 145            | 0,5 %  | -     |
|                                                                                               | Christine Dandenault      | Marxiste-léniniste           | 84             | 0,3 %  | -     |
|                                                                                               | Serge Provost             | Parti indépendantiste (2008) | 40             | 0,1 %  | -     |
| Total                                                                                         | Total                     | Total                        | 28 281         | 100 %  |       |
| Le taux de participation lors de l'élection était de 70,1 % et 385 bulletins ont été rejetés. |                           |                              |                |        |       |